# フーターズ・カジノ
フーターズ・カジノホテル（Hooters Casino Hotel）は、アメリカ合衆国ネバダ州ラスベガスにあるカジノホテルである。サン・レモについてもこの項で記す。

## 概要
フーターズ・カジノホテルは全米に380店舗以上ある人気レストラン、フーターズがかつて日系ホテルだったサン・レモを買収して2006年2月にオープンさせたホテルである。テーマは南フロリダ。フーターズらしく白のロゴ入りタンクトップにオレンジのホットパンツ姿をしたフーターズガールがカジノやレストランでウェイトレスをしていることが最大の特徴である。カジノもテーブルによってはフーターズガールがディーラーをしていることがある。

## サン・レモ
サン・レモ（Hôtel San Rémo）は現在フーターズが営業している場所で2006年まで営業していたホテルである。名前はイタリア共和国リグーリア州の町・サンレモから。イタリアの地中海沿岸を意識したテーマ作りがなされていた。
日系資本によるホテルとして知られていて、日本語による無料カジノレッスンなどが行われるなど、日本人旅行者向けのサービスが行われていた。

## 歴史
- 1973年
  - ハワード・ジョンソン・モーテルとして開業する
  - パラダイスに改名される
- 1984年 トレジャリーに改名される
- 1989年
  - パシフィカ・ポリネシアンに改名される
  - サン・レモに改名される
- 2005年 フーターズに売却される
- 2006年 フーターズホテルと改名される

## 場所
115 East Tropicana Avenue Las Vegas, Nevada 89109, U.S.A.
トロピカーナ通り（Tropicana ave.）南側、新フォーコーナーから東に2つ目のホテルである。ラスベガス大通りに面してはいないが、新フォーコーナーは徒歩圏内であり、モノレールの駅も近いことから利便性は高い。